# بخش نرم‌پرده
بخش نرم‌پرده در پرده صماخ یا پارس فلاسیدای پرده گوش یا لیگامان ریوینیوس ٬ در کالبدشناسی انسان، قطعه کوچک مثلثی شکل از قسمت نرم پرده صماخ است که درست بالای چین خوردگی مالیولار قرار دارد و به طور مستقیم به استخوان پتروس در شکاف ریوینیوس متصل است. در سطح داخلی پرده صماخ، طناب صماخی از این منطقه گذر می‌کند. به افتخار هنری شارپِنِل٬ آن‌را نرم‌پرده شارپنل نیز می‌نامند.